# Trichogypsia villosa
Trichogypsia villosa är en svampdjursart som beskrevs av Carter 1871. Trichogypsia villosa ingår i släktet Trichogypsia och familjen Trichogypsiidae. Inga underarter finns listade i Catalogue of Life.